# ناتالي بوفير
ناتالي بوفير (بالفرنسية: Nathalie Bouvier)‏ هي متزحلقة فرنسية، ولدت في 31 أغسطس 1969 في Les Rousses ‏ في فرنسا.

## وصلات خارجية
- ناتالي بوفير على موقع الاتحاد الدولي للتزلج (التزلج على المنحدرات الثلجية) (الإنجليزية)
- ناتالي بوفير على موقع أوليمبيديا (الإنجليزية)